# Rivière Sarto
Rivière Sarto är ett vattendrag i Kanada.   Det ligger i provinsen Québec, i den sydöstra delen av landet, 270 km norr om huvudstaden Ottawa.
I omgivningarna runt Rivière Sarto växer i huvudsak blandskog. Trakten runt Rivière Sarto är nära nog obefolkad, med mindre än två invånare per kvadratkilometer.